# Senjska kapetanija
Senjska kapetanija, vojno područje koje je 1469. godine osnovao hrvatsko-ugarski kralj Matija Korvin (1458. – 1490.) za obranu od osmanskih i mletačkih osvajanja. Osnovana je na prostoru koji je otet hrvatskoj velikaškoj obitelji Frankapan. Činila je jezgru iz koje se kasnije formirala Vojna krajina.
Središte kapetanije nalazilo se u gradu Senju. Njome je upravljao kapetan. Područje kapetanije prostiralo se od Gatske županije s Otočcem i Brinja s okolicom do primorja od Rijeke do Senja, a pripadale su joj i neke straže i posade izvan tog područja (Trsat).
Sredinom 16. stoljeća formirana je Otočka kapetanija za područje Gacke u okviru Senjske kapetanije, a potom se Senjska kapetanija preobrazila u veliku kapetaniju. U vrijeme uskočke prevlasti nad Senjom u razdoblju od 1537. do 1618. godine, utjecaj senjskog kapetana nije bio izražen. U 17. stoljeću utemeljena je Primorska krajina u čiji sastavu su ušle Senjska velika kapetanija i Otočka kapetanija. Središte Primorske kapetanije bilo je u Senju, a bila je u sastavu Karlovačkog generalata.
Senjska velika kapetanija prestala je postojati kada je 1746. godine, prilikom preustroja i podjele Karlovačkog generalata, ukinuta Primorska krajina. Tom prilikom je Senj pripao novoutemeljenoj Otočkoj pukovniji, u čijem je sastavu ostao do 1871. godine, kada je to područje, zajedno s gradom Senjom, vraćeno Banskoj Hrvatskoj.

## Vanjske poveznice
- Senjska kapetanija Hrvatska enciklopedija